# Nancy Alonso
Nancy Alonso (La Habana, 28 de octubre de 1949 - La Habana, 3 de abril de 2018) fue una bióloga, profesora universitaria y escritora cubana. 
Ha recibido el Premio Alba de Céspedes de Narrativa Femenina, y mención en el Premio David de cuento. Entre sus libros se encuentran Tirar la primera piedra (1997), Cerrado por reparación (2002) y Desencuentro (2009).

## Biografía
Licenciada en Ciencias Biológicas, Nancy Alonso se inicia tarde en la literatura. En los años noventa, a raíz de encontrarse en Etiopía, donde impartiera docencia en el Jimma Institute of Health Sciences entre los años 1989 y 1991, comienza a escribir cartas a una amiga en Cuba y descubre su vocación literaria. Hasta entonces solo había escrito textos de docencia como profesora de Fisiología del Instituto Superior de Ciencias Médicas de La Habana.
Regresa a Cuba y en 1995 obtiene mención en el Premio David, con su primer libro de cuentos Tirar la primera piedra, que sería publicado en 1997. En 2002 recibe el Premio Alba de Céspedes de Narrativa Femenina por su libro de cuentos Cerrado por reparación, que fue publicado ese mismo año. En 2009 publicó su tercer libro, Desencuentro. Relatos suyos han aparecido también en diferentes antologías publicadas en Cuba y otros países. En 2007 y 2012, sus dos primeros libros fueron traducidos al inglés.
La narrativa de Nancy Alonso tiene un marcado carácter testimonial, explorando el contexto social y económico cubano. El manejo del sentido del humor y la sencillez de una prosa ágil y cercana al lector cubano son características de su narrativa, a la que incorpora la mirada al tema homoerótico en su libro Desencuentro en el que la crítica ha destacado la interiorización de una perspectiva conscientemente feminista, sin que se haga necesario explicitarlo ni entorpezca el meollo de la narración.
Alonso también ha colaborado junto a Mirta Yáñez en trabajos de investigación sobre la obra de autoras cubanas que publicaron en la revista Social en la primera mitad del siglo veinte.
Nancy Alonso participó en el XXVII Congreso Internacional de la Asociación de Estudios Latinoamericanos (LASA), efectuado en Montreal en el año 2007, donde presentó como una de las actividades colaterales del evento su libro Closed for Repairs, en la Universidad Concordia. 
Ha integrado los jurados del Premio Alejo Carpentier de Cuento (2005) y del Premio Razón de Ser (2006) que convoca la Fundación Alejo Carpentier.

## Obras
- 1997, Tirar la primera piedra. Cuento. Editorial Letras Cubanas. Cuba. Ediciones Unión. Cuba. 2004. Mención del Premio David 1995.
- 2002, Cerrado por reparación. Cuento. Ediciones Unión. Cuba. Publicado en inglés como Closed for Repairs. Curbstone Press, Connecticut. 2007. Premio de Narrativa Femenina Alba de Céspedes 2002.
- 2009, Desencuentro. Cuento. Ediciones Unión. Cuba. (ISBN 978-959-209-895-4)
- 2015, Damas de Social.[14]

## Premios
- 1995: Mención Premio David.
- 2002: Premio de Narrativa Femenina Alba de Céspedes
- 2015: Premio Anual de la Crítica Literaria, La Habana, Cuba.[14]

## Antologías en las que aparece
- Estatuas de sal. Ediciones Unión. 1996.
- Rumba senza palme né caresse. Besa, Nardó. 1996.
- Cubana. Beacon Press, Boston. 1998.
- Habaneras. Txalaparta, País Vasco. 2000.
- Cuentistas cubanas contemporáneas. Editorial Biblioteca de Textos Universitarios. Salta. Argentina. 2000
- Making a Scene. Mango, Londres. 2002.
- Caminos de Eva, Voces desde la Isla. Editorial Plaza Mayor. Puerto Rico. 2002.
- Cuentistas cubanas de hoy. Océano. México. 2002.
- Las musas inquietantes. Lecturum. México, y Ediciones Unión. 2003.
- Open your Eyes and Soar. White Pine Press, Búfalo, New York. 2003).
- Mi sagrada familia. Editorial Oriente, Santiago de Cuba. 2004).
- Cuentos infieles. Editorial Letras Cubanas. 2006. ISBN 959-209-713-5
- Nosotras dos. Ediciones Unión. 2008.
- Cuba on the Edge. Cultural and Comunications Press. UK. 2008.
- Cuentos con aroma a tabaco. Editorial Popular. España. 2008/Editorial Oriente bajo el título de Caminos de humo. Santiago de Cuba. 2009.